# Mato Cana
Mato Cana é uma aldeia de São Tomé e Príncipe, localiza-se no Distrito de Cantagalo, ilha de São Tomé, próxima às localidades de Mendes da Silva, de Monte Belo, e de Castelo.